# A lo largo del camino
A lo largo del camino – zbiór poetycki autorstwa Adeliny Gurrei wydany w 1954.
Opublikowany w Madrycie. Uznawany za jeden z pierwszych tomów poetyckich w języku hiszpańskim w historii Filipin napisanych przez kobietę. Składa się z wierszy gromadzonych i pisanych w różnych okresach życia autorki, niejako na uboczu jej pracy twórczej. Poprzedzony notą wstępną pióra Gurrei, jak również wstępem skreślonym przez Federico Muelasa. Zawiera 44 utwory, uszeregowane w trzech częściach. Dedykowany jest matce poetki. Powstał głównie z intencją pełniejszej reprezentacji Filipin pośród innych literatur języka hiszpańskiego, jak również potrzymania ciągłości kastylijskiego w tym wyspiarskim kraju.
Mimo do pewnego stopnia przypadkowego sposobu powstania spotkał się z dużym uznaniem. Przeważnie uznawany jest za najlepszą i najbardziej jednolitą pracę poetycką Gurrei. Dwa lata po zejściu z prasy drukarskiej uhonorowany został prestiżową Nagrodą Zobla. W 2016 przygotowano jego edycję cyfrową, pod patronatem i z inicjatywy Instytutu Cervantesa.